# Taxeotis isophanes
Taxeotis isophanes là một loài bướm đêm trong họ Geometridae.